# Polybotrya caudata
Polybotrya caudata är en träjonväxtart som beskrevs av Kze. Polybotrya caudata ingår i släktet Polybotrya och familjen Dryopteridaceae. Inga underarter finns listade.